# UIQ
UIQ (User Interface Quartz, Interfaz de Usuario Quartz) es una plataforma para terminales móviles desarrollada por UIQ Technology basada en el sistema operativo Symbian. Se caracteriza por agregar soporte para pantallas táctiles.
Se usa principalmente en smartphones de Sony Ericsson, Motorola y en menor medida en teléfonos de las marcas BenQ y Arima.
Esencialmente es una capa de interfaz gráfica de usuario que aporta componentes adicionales al núcleo del sistema operativo, permitiendo el desarrollo de teléfonos móviles con mejores características y la ampliación de sus capacidades con aplicaciones de terceros. 
Las aplicaciones nativas pueden ser desarrolladas en C++ usando el SDK Symbian/UIQ. Todos los teléfonos con UIQ permiten el uso de aplicaciones Java ME.
Los teléfonos con UIQ emplean pantallas táctiles con una resolución de 208×320 píxeles (UIQ 1.x & 2.x) y 240×320 (UIQ 3.x). Dependiendo del terminal, la profundidad de color es 12-bit (4096 colores), 16-bit (65536 colores), 18-bit (262144 colores), o 24-bit (16,777,216 colores).

## Evoluciones tecnológicas de UIQ
UIQ 3.0 fue el primer sistema operativo basado en Symbian v9.1. Una de las primeras mejoras que se hicieron en la versión UIQ fue el soporte de la interfaz gráfica de usuario para la navegación en pantallas táctiles y no táctiles. La interfaz de usuario estaba mejorada con SVG Tiny, responsable de las transiciones de menús y submenús.
UIQ 3.1 fue la primera revisión de UIQ 3, mejoraba el uso con una sola mano, además de otras mejoras. Estaba basada en Symbian v9.2
UIQ 3.2 es una mejora sobre la v3.1 y mejora el API Java incluyendo perfil MSA así como una mejor programa de mensajería con postales MMS, cliente IM OMA IMPS 1.2, push E-mail y permite compartir multimedia para el navegador web. La nueva versión aún usa el SDK v3.1 SDK, así como su arquitectura sigue basada en Symbian v9.2
UIQ 3.3 es una evolución significativa de UIQ 3.2 y está basado en Symbian v9.3. La nueva evolución integra Opera Mobile v9.5 además del soporte para widgets gracias a las aplicación Dash Board. La nueva aplicación puede ser accedida a través de un botón de widget que se incorporó a los teléfonos con UIQ 3.3. Además, esta nueva versión permite JSR 248 (MSA, Mobile Services Architecture) y contiene un ampliado API de JAVA. Las interfaces de los menús han sido modificadas y las transiciones son más largas que en versiones anteriores.
Comenzó a desarrollarse una versión de UIQ, conocida en los foros de internet como UIQ 4, optimizada para pantallas táctiles, y se filtraron algunas capturas de pantalla, pero no ha llegado a salir integrado en ningún equipo.

## Historia

### Nacimiento de UIQ Technology
En 1998, Ericsson Mobile Communications, crea un departamento de desarrollo llamado, Mobile Applications Lab, este nombre cambiaría al independizarse como compañía en 1999 para Symbian AB, su trabajo estaba enfocado en el desarrollo de una interfaz táctil para terminales. En febrero de 2000 se presentó Quartz 6.0.
En febrero de 2002 la compañía pasó a llamarse UIQ Technology AB, y comenzó a denominarse al producto como UIQ. La versión 2.0 fue lanzada en el mes de marzo, con el Sony Ericsson P800. En octubre de 2003 se lanzó UIQ 2.1 con el Sony Ericsson P900 y posteriormente con el Motorola A920.
En febrero de 2004 se anuncia el UIQ v3.0 en el 3GSM

### Absorción de UIQ Technology
En febrero de 2007, Sony Ericsson compró la totalidad de la UIQ, , y apostó fuertemente por la misma, siendo su principal usuario. Se presentó en paralelo la evolución 3.1. En octubre de 2007, Motorola compró el 50% de la misma y en el que ya se basaban sus dispositivos RIZR Z8.

### Final de UIQ
En marzo de 2008 se lanza la versión 3.3.
Con la creación de la Fundación Symbian en el otoño de 2008, comenzó a verse el final de UIQ, ya que la Plataforma S60 fue la elección para la interfaz de usuario de la Fundación Symbian. UIQ contribuirá con sus desarrollos a la fundación. Patrick Olson de Sony Ericsson anunció oficialmente el 21 de octubre de 2008 en el Smartphone Show 2008 de Londres que “UIQ no lo logró”, no atrajo a los operadores, fabricantes ni consumidores para que no cayese.
Debido a la compra por parte de Nokia del 100% de Symbian antes de finalizar el año 2008, Motorola dejará de desarrollar teléfonos con Symbian UIQ para apoyar a las plataformas Android y Windows Mobile.
En enero de 2009, la compañía UIQ anunció su bancarrota.

## Lista de teléfonos que utilizan sistema UIQ

### Teléfonos con UIQ 2.x
Sony Ericsson
- Sony Ericsson P800 (UIQ 2.0)
- Sony Ericsson P900 (UIQ 2.1)
- Sony Ericsson P910 (UIQ 2.1)

Motorola
- Motorola A920 (UIQ 2.0)
- Motorola A925 (UIQ 2.0)
- Motorola A1000 (UIQ 2.1)
- Motorola M1000 (UIQ 2.1)

Benq
- Benq P30 (UIQ 2.0)
- Benq P31 (UIQ 2.1)

Nokia
- Nokia 6708 (UIQ 2.1)

Arima
- Arima U300 (UIQ 2.0)
- Arima U308 (UIQ 2.1)

### Teléfonos con UIQ 3.x
Formato PDA
- Sony Ericsson P1/Sony Ericsson P1i/P1c (UIQ 3.0)
- Sony Ericsson M600/Sony Ericsson M600i/M608c (UIQ 3.0)
- Sony Ericsson P990/Sony Ericsson P990i/P990c (UIQ 3.0)
- Sony Ericsson W950/Sony Ericsson W950i/W958c (UIQ 3.0)
- Sony Ericsson W960/Sony Ericsson W960i/W960c (UIQ 3.0)

Smartphone (Forma de teléfono con pantalla táctil)
- Sony Ericsson G700 (UIQ 3.0)
- Sony Ericsson G900 (UIQ 3.0)

Diseño deslizante
- Motorola RIZR Z8/Motorola Nahpohos Z8 (UIQ 3.1)
- Motorola RIZR Z10 (UIQ 3.2)